# Jan Martin Ječmínek
Jan Martin Ječmínek (* 17. ledna 1944) je český politik a lékař, v 90. letech 20. století první předseda Strany zelených. Je jedním ze zakladatelů Evropského hnutí v Československu.

## Životopis
V letech 1963–1969 vystudoval Fakultu všeobecného lékařství Univerzity Karlovy. Do roku 1981 byl zaměstnán v kolínské a čáslavské nemocnici jako chirurg. Dalších osm let byl posudkovým lékařem na OÚNZ v okrese Kutná Hora. V letech 1990–1991 působil jako první předseda Strany zelených. V roce 2017 kandidoval do Poslanecké sněmovny za TOP 09.